# Aguas Cándidas
Aguas Cándidas település Spanyolországban, Burgos tartományban. Aguas Cándidas Oña, Cantabrana, Salas de Bureba, Poza de la Sal, Padrones de Bureba és Rucandio községekkel határos. Lakosainak száma 59 fő (2024).

## Népesség
A település lakosságának változását az alábbi diagram mutatja:
| Lakosok száma | 93   | 97   | 79   | 61   | 68   | 63   | 58   | 56   | 56   | 59   |
|               | 2001 | 2004 | 2006 | 2009 | 2011 | 2014 | 2016 | 2019 | 2021 | 2024 |